# Leviapseudes gracillimus
Leviapseudes gracillimus är en kräftdjursart som först beskrevs av Hansen 1913.  Leviapseudes gracillimus ingår i släktet Leviapseudes och familjen Apseudidae. Inga underarter finns listade i Catalogue of Life.